# Rudý srpen
Rudý srpen (čínsky v českém přepisu Chung Pa-jüe, pchin-jinem Hóng Bāyuè, znaky zjednodušené 红八月, tradiční 紅八月) je označení období násilí a masakrů v Pekingu v srpnu 1966 během čínské kulturní revoluce. Podle oficiálních statistik zveřejněných v roce 1980 zabily Rudé gardy v Pekingu během Rudého srpna 1 772 lidí. Avšak podle oficiálních statistik zveřejněných v roce 1985 byl počet obětí Rudého srpna až 10 275.

## Historie
16. května 1966 započal Mao Ce-tung kulturní revoluci v kontinentální Číně. 5. srpna byla Pien Čung-jün (卞仲耘), zástupkyně ředitele Experimentální střední školy připojené k Pekingské pedagogické univerzitě, ubita skupinou Rudých gard – tvořenou převážně jejími studenty – a stala se tak prvním vzdělávacím pracovníkem zavražděným Rudými gardami.

### Pekingský masakr

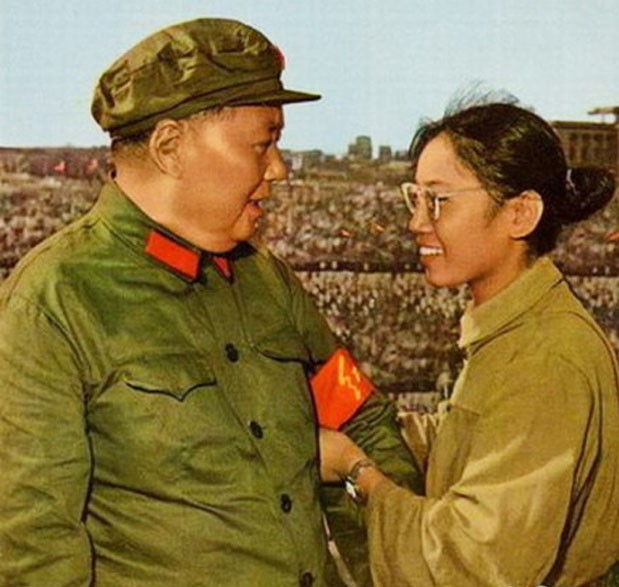
Mao Ce-tung a vůdkyně Rudých gard, Sung Pin-pin, u brány Nebeského klidu, srpen 1966.

18. srpna se Mao Ce-tung setkal se Sung Pin-pin (宋彬彬), vůdkyní Rudých gard, u Brány Nebeského klidu. Po tomto setkání byla morálka Rudých gard výrazně posílena, což započalo Pekingský masakr. Zejména 25. srpna 1966 začaly tisíce Rudých gard týdenní masakr v Čchung-wenu. Během toho vedly Rudé gardy celostátní kampaň ke zničení čtyř přežitků. Jen v Pekingu bylo zničeno 4 922 památek, spáleno 2,3 milionu knih a 3,3 milionu obrazů, uměleckých předmětů a kusů nábytku.

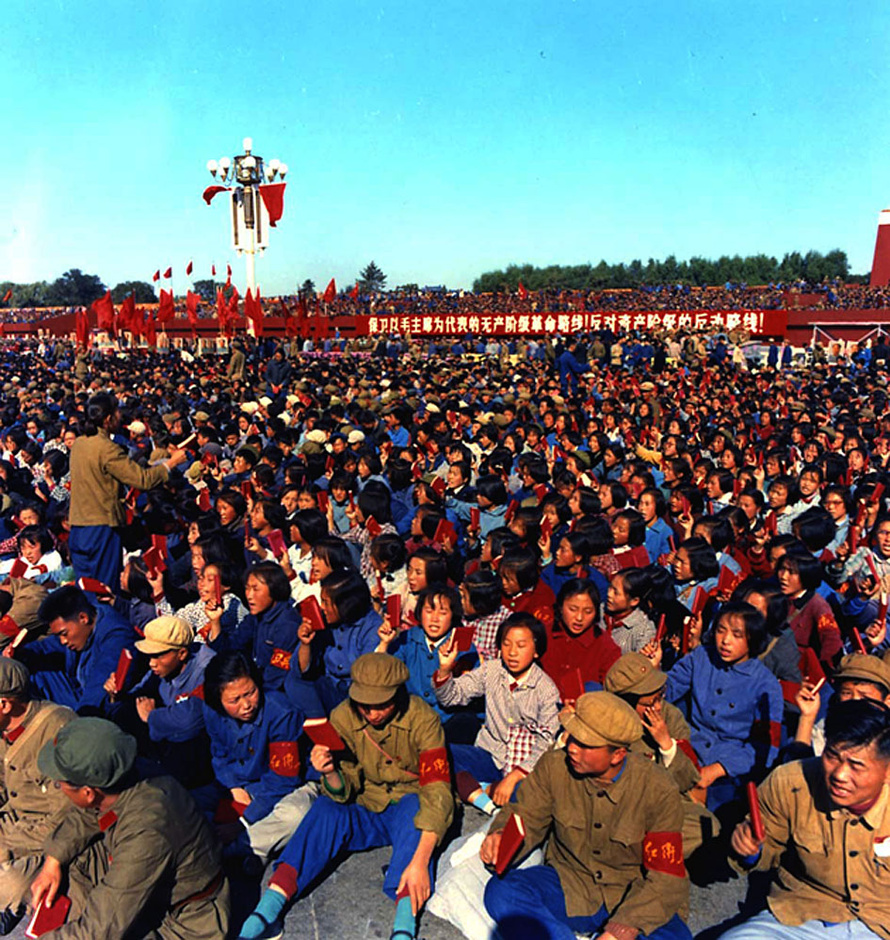
Rudé gardy na náměstí Nebeského klidu (září 1966).

22. srpna 1966 Mao schválil dokument Ministerstva veřejné bezpečnosti, který zakazoval používání policejní síly – bez výjimky – k zásahu nebo omezování pohybu studentů. Následujícího dne přednesl Mao projev na pracovní konferenci Ústředního výboru KSČ, kde veřejně podpořil studentské hnutí a postavil se proti jakémukoli zásahu do „kulturní revoluce studentů“. K studentům se přimluvil i Sie Fu-č’, ministr veřejné bezpečnosti.

### Zásah vlády

Mao Ce-tung a Rudé gardy v Pekingu (říjen 1966)

Ke konci srpna 1966 se situace vymkla kontrole, což donutilo Ústřední výbor KSČ a čínskou vládu k mnoha intervencím, které postupně ukončily masakry Rudých gard.

## Počet mrtvých

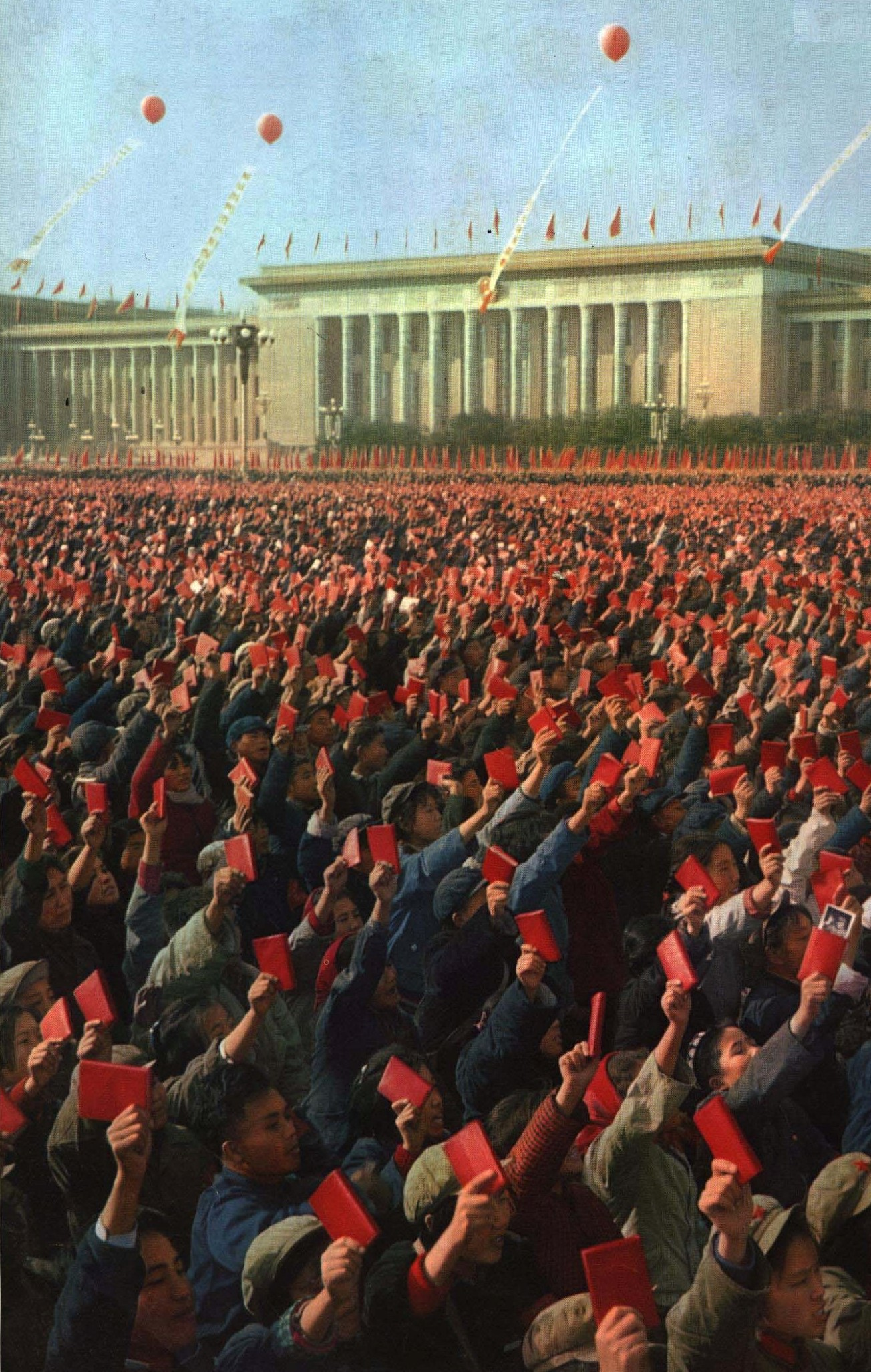
Shromáždění Rudých gard na náměstí Nebeského klidu (1967)

### Metody zabíjení
Mezi smrtící metody Rudé gardy patřilo bití, bičování, škrcení, udupání, polévání vařící vodou, stětí hlavy atd. Kojenci a malé děti byly často udupány nebo rozčtvrceny.

### Počet mrtvých
Podle oficiálních statistik zveřejněných v roce 1980 zemřelo v Pekingu během srpna až září 1966 celkem 1 772 lidí, přičemž 33 695 domů bylo vypleněno a 85 196 rodin násilně vystěhováno z Pekingu.
Během Ta-singského masakru zemřelo 325 osob, přičemž nejstarší oběti bylo 80 let, nejmladší oběti bylo pouhých 38 dní a celkem 22 rodin bylo vyhlazeno.
Podle oficiálních statistik zveřejněných v roce 1985 byl počet obětí Rudého srpna až 10 275; 92 000 domů bylo vypleněno a 125 000 rodin vyhoštěno z Pekingu.

## Následky a vliv

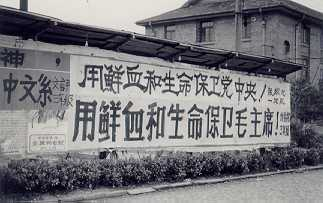
Politická propaganda Rudých gard v kampusu Univerzity Fu-tan: „Braňte ústřední stranický výbor krví a životem! Braňte předsedu Maa krví a životem! “.

Rudý srpen se považuje za počátek Rudého teroru Kulturní revoluce Číny. Hnutí Rudých gard se rozmohlo v mnoha dalších městech včetně Šanghaje, Kantonu, Nankingu a Sia-menu, kde byli politici, intelektuálové, učitelé a členové Pěti černých kategorií stíháni a vražděni Rudými gardami.
V Pekingu členové Rudých gard v jedné ze středních škol zřídili soukromé vězení v kampusu školy, kde na zeď krví svých obětí psali hesla „Ať žije rudý teror!“.
V Šanghaji Rudé gardy vyplenily 84 222 domů „buržoazních“ rodin. Do Šanghaje také putovaly Rudé Gardy z Pekingu, aby se zúčastnily místních studentských hnutí. 15. září 1966 se 11 studentů z Pekingské univerzity zahraničních studií připojili k Šanghajským studentům ve skandování „Ať žije rudý teror!“ a pronásledování 31 učitelů.
Datum 18. srpna 1966 bylo mnohokrát přirovnáno ke Křišťálová noc, která byla předehrou holokaustu. Rudý srpen byl spolu s masakry, které ho následovaly během čínské Kulturní revoluce, také přirovnáván k Nankingskému masakru, který provedla japonská armáda během druhé čínsko-japonské války.